# Lista de músicas de K-pop censuradas por redes de televisão sul-coreanas
Esta é uma lista de vídeos de músicas de K-pop que foram banidos por uma ou mais redes de televisão sul-coreanas, por motivos como letras e imagens sugestivas ou ofensivas. 
O K-pop é um gênero de música pop originário da Coréia do Sul. É caracterizado por uma grande variedade de elementos audiovisuais, e os singles de K-pop normalmente incluem um videoclipe e uma rotina de dança. Há uma história de censura e conservadorismo da mídia na Coréia do Sul, e como resultado, muitas músicas ou vídeos arriscados ou explícitos do K-pop foram banidos pelas emissoras sul-coreanas. Outras razões para proibir incluem ter letras em japonês, influenciar negativamente os jovens ou usar nomes de marcas.
KBS, MBC e SBS são as três maiores redes de televisão na Coreia do Sul e representam a grande maioria dos vídeos proibidos de K-pop. Em setembro de 2012, essas redes haviam proibido mais de 1.300 músicas de K-pop nos últimos três anos.  Esta lista inclui apenas músicas titular do k-pop que possuem um videoclipe, mas muitas músicas do K-pop que não eram faixas-título também foram banidas.

## Músicas censuradas
| Título    | Artista        | Razão                                                   | Banida por |
| --------- | -------------- | ------------------------------------------------------- | ---------- |
| Gentleman | PSY            | Destruição de propriedade pública                       | KBS        |
| Miniskirt | AOA            | Dança explícita                                         | KBS        |
| Catallena | Orange Caramel | Desvalorização da vida humana                           | KBS        |
| Joker     | Dal Shabet     | Dança explícita e nome semelhante a de um orgão genital | KBS        |
| A         | Rainbow        | Conteúdo sexual                                         | KBS        |